# Paonias
Genre
Le genre Paonias regroupe des insectes lépidoptères de la famille des Sphingidae, de la sous-famille des Smerinthinae et de la tribu des Smerinthini.  L'espèce type pour le genre est Paonias excaecatus.  

## Distribution
Le genre est répandu dans la zone Néarctique.

## Description
L'aspect est très proche du genre Smerinthus.
Les papillons
sont de taille moyenne. Les ailes antérieures sont étroites. Son bord extérieur varie de fortement plié à presque droit. Les ailes postérieures ont un bandeau oculaire distinct, mais l’ocelle noir, connu chez le genre Smerinthus, est absent. Les antennes des femelles sont filiformes, celles des mâles sont nettement peignées.
Les chenilles
sont typiquement ocellées avec une corne postérieure franche. Son corps est pourvu de poils secondaires blancs à jaune pâle, qui donnent à la surface du corps une structure granulée. Dans toutes les espèces, les chenilles ont sept paires de rayures diagonales latérales.
Les chrysalides
ont une surface corporelle légèrement rugueuse, des segments abdominaux bien reconnaissables et un très grand crémaster pointu.

## Biologie
Les chenilles ont été vues sur les plantes alimentaires de nombreuses familles, elles semble préfèrer les arbres et les buissons de la famille des rosacées (Rosaceae), le saule ( Salix ) et le peuplier ( Populus ) et les plantes de bruyère (Éricacées). 
La nymphose a lieu dans le sol dans une chambre

## Systématique
- Le genre Paonias a été décrit par l’entomologiste allemand  Jakob Hübner en 1819[2].
- L'espèce-type est  Paonias excaecatus  (J. E. Smith, 1797), la localité type est l'État de Géorgie.

### Synonymie
- Calasymbolus Grote, 1873[3]

### Liste des espèces
- Paonias astylus - (Drury 1773)
- Paonias excaecatus - (JE Smith 1797) Espèce type
- Paonias macrops - Gehlen, 1933
- Paonias myops - (JE Smith 1797)
- Paonias wolfei - Cadiou & Haxaire 1997

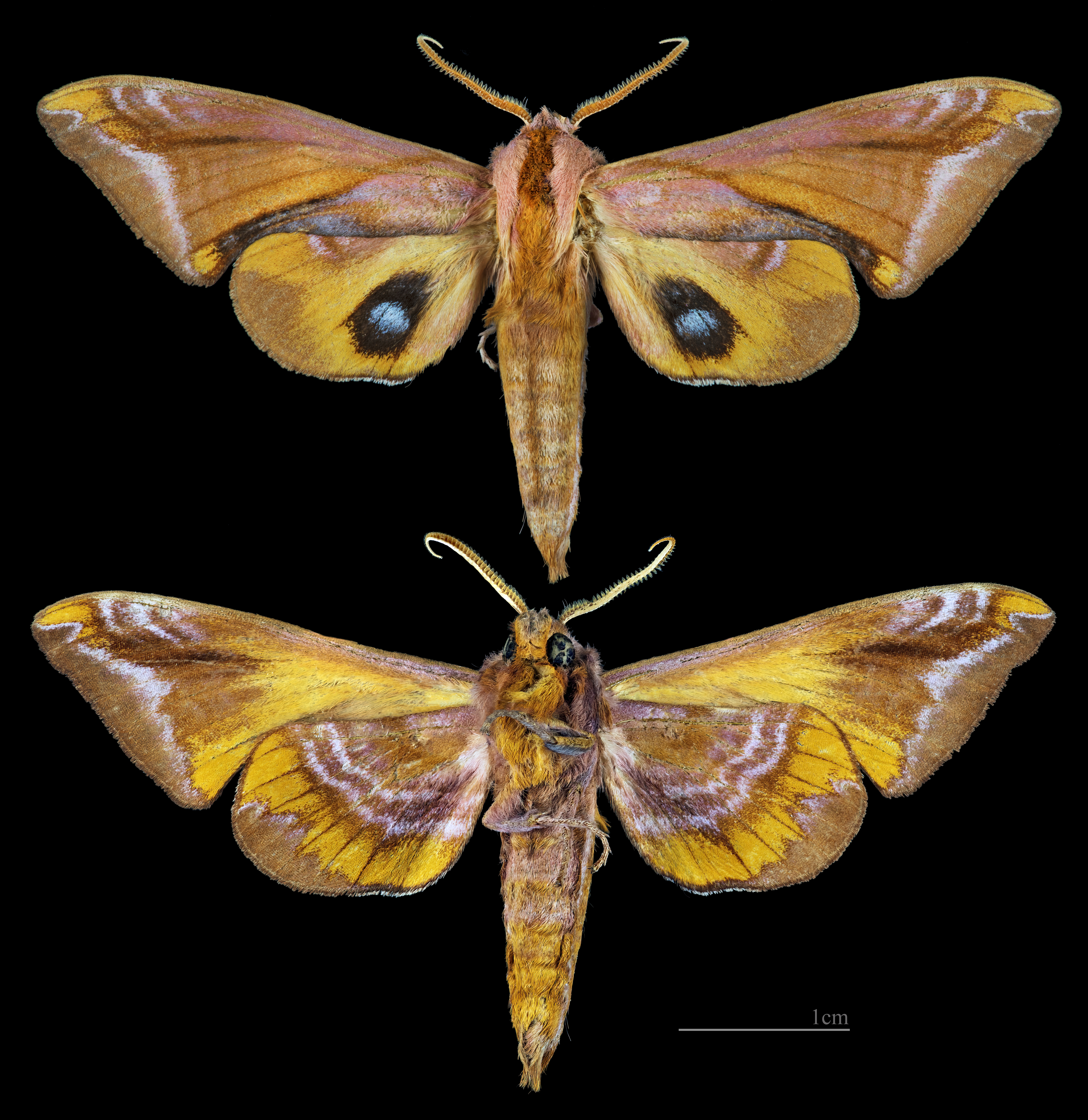
Paonias astylus
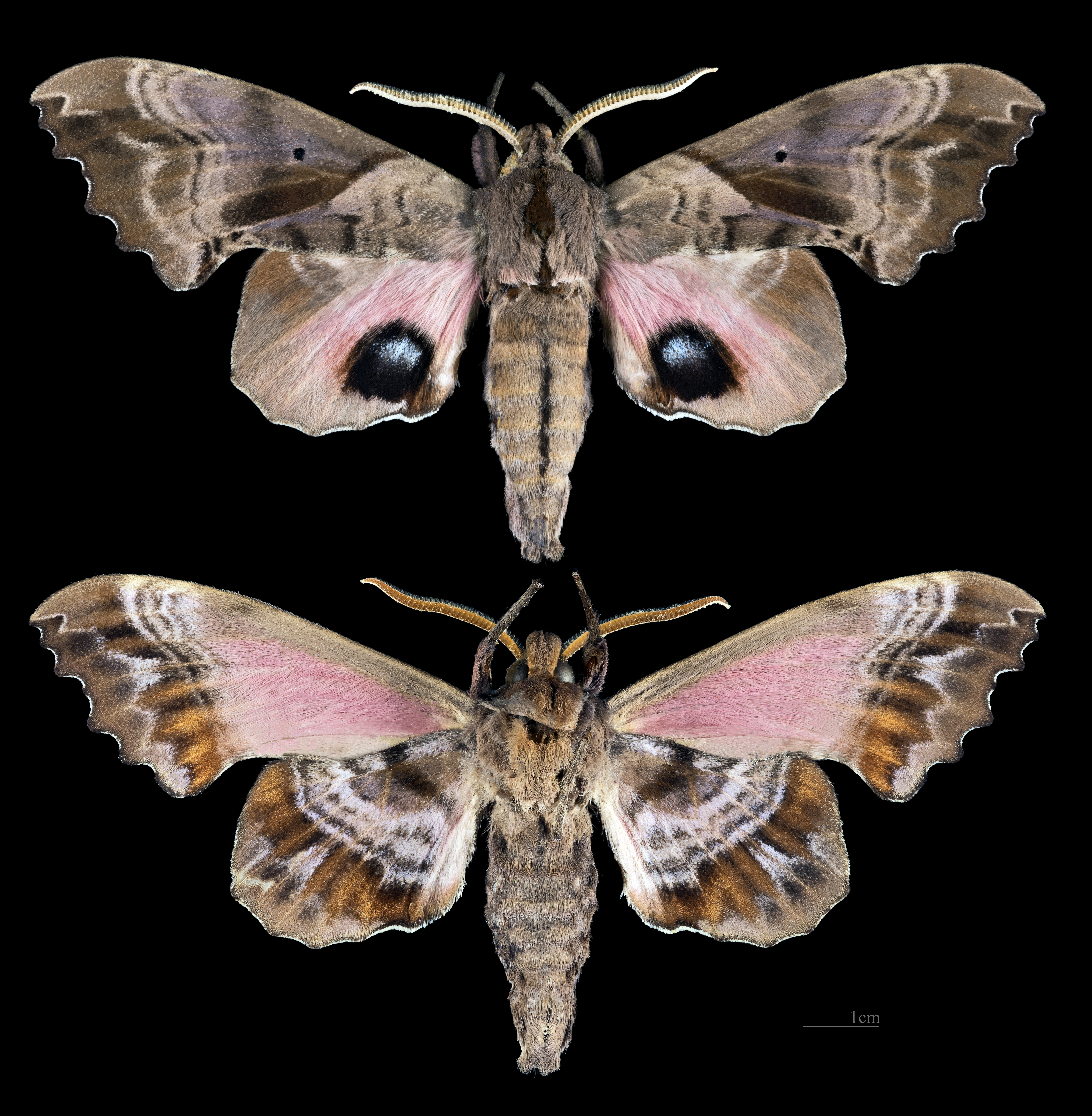
Paonias excaecatus
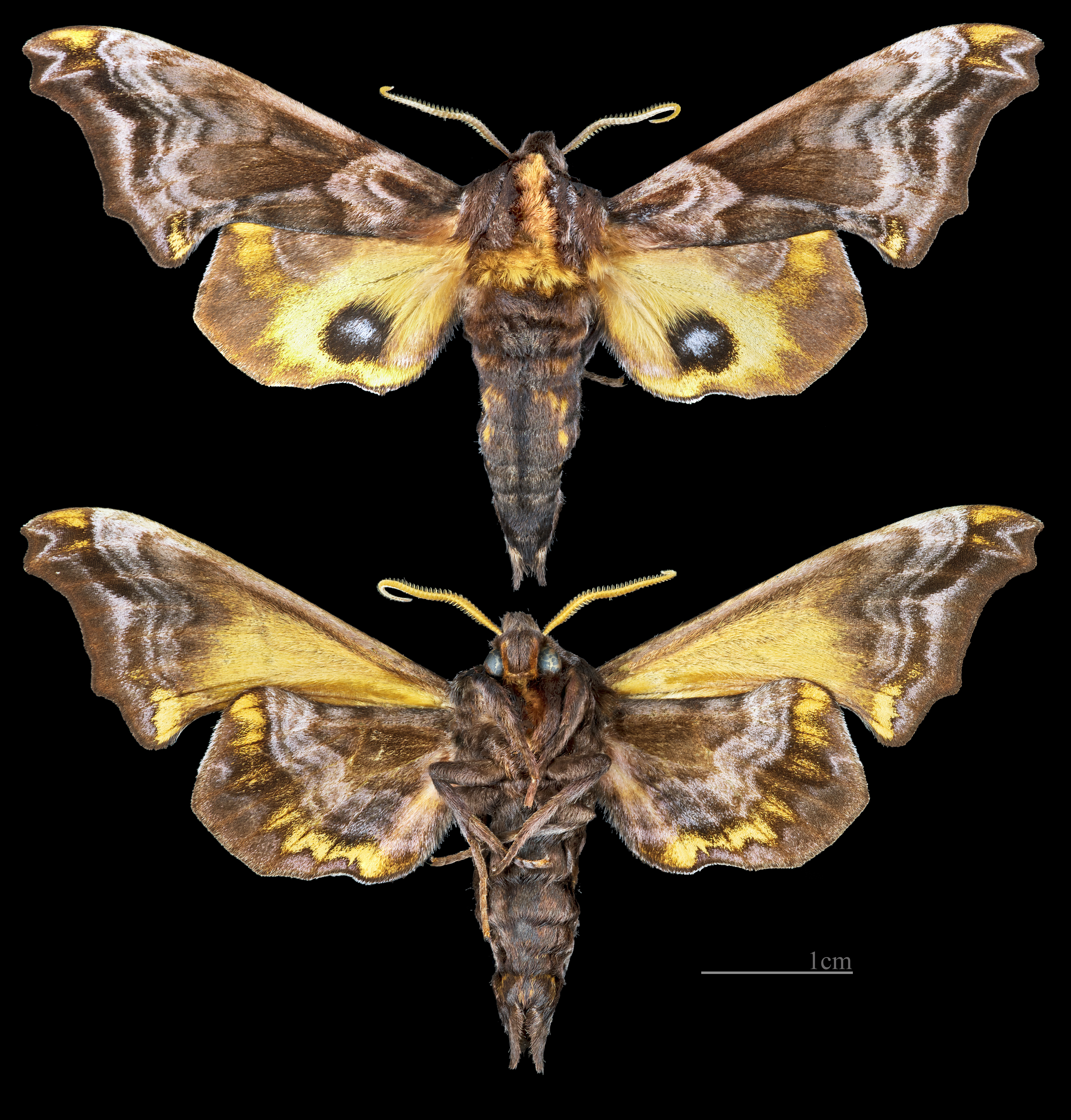
Paonias myops